# وادي أم حجول
وادي أم حجول هو وادي في ناحية بصية بقضاء السلمان بمحافظة المثنى بصحراء الدبدبة بالبادية العراقية جنوب العراق، مساحته 621.4 كيلومتراً مربعاً وطوله 65 كيلومتراً، ومعدل انحداره 2.03 كيلومتر بالساعة، ينبع من ناحية بصية ويجري فيها شمالاً شرقياً حتى ينتهي باتجاه بادية البصرة، أعلى ارتفاع لقاعه عند المنبع مئتي متر وأدنى ارتفاع ستين متراً فوق سطح البحر.